# سيغمات
سيغمات هي مدينة تقع في مديرية سيغمات، في ولاية جوهر، بماليزيا. تبعد 95 كم عبر الطريق السريع بين الشمال والجنوب من جوهر بهرو إلى يونغ بنغ، و77 كم من الطريق الفيدرالي 1. تقع سيغمات في موقع استراتيجي بين كوالالمبور وجوهر بهرو، وهي منطقة النخيل والمطاط الزراعية سريعة النمو، وتشتهر بمدراتها اللذيذة، وتُسمى «أرض ملك الفواكه». وهي مدينة متوسطة الحجم نموذجية بمزيج من الثقافات القديمة والحديثة.
في يناير 2011 حدثت فيضانات شديدة بها وأجزاء أخرى من ولاية جوهر وولاية ملقا المجاورة، وأُجلى حوالي 31000 شخص توفى العديد من الأشخاص. اعتبرت سيغمات مجلسًا بلديًا منذ 1 يناير 2018.